# Pallacanestro 3x3 ai XVIII Giochi del Mediterraneo
I tornei di pallacanestro 3x3 ai XVIII Giochi del Mediterraneo si sono svolti dal 27 al 29 giugno 2018 all'Auditorio Camp de Mart di Tarragona. Durante questa edizione dei Giochi ha fatto il suo debutto la variante 3x3 con due differenti tornei maschile e femminile aperti a Nazionali Under 23. Il 3x3, nuovo sport olimpico a partire dai Giochi di Tokyo 2020, prevede che le rispettive squadre composte da tre giocatori giochino su un campo lungo la metà rispetto alla tradizionale pallacanestro e con un solo canestro.

## Calendario
Il calendario delle gare è stato il seguente:
| ● | Competizioni | ● | Finali |

| Giugno/Luglio |    |    |    |    |    |    |    |    |    |
| 22            | 23 | 24 | 25 | 26 | 27 | 28 | 29 | 30 | 1º |
|               |    |    |    |    | ●  | ●  | 2  |    |    |

## Medagliere

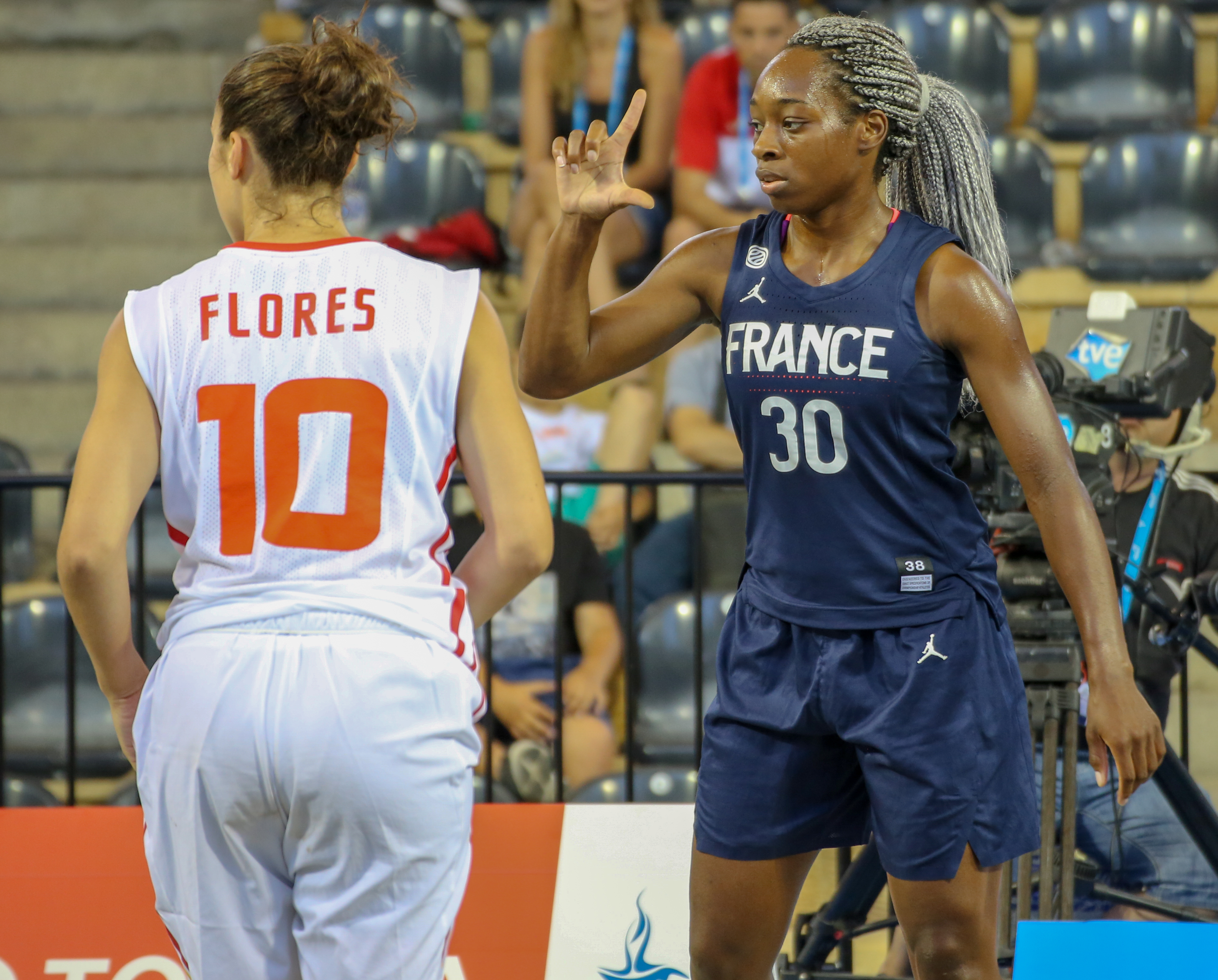
Victoria Majekodunmi e Laia Flores

| Posizione | Paese      | Oro | Argento | Bronzo | Totale |
| --------- | ---------- | --- | ------- | ------ | ------ |
| 1         | Francia    | 2   | 0       | 0      | 2      |
| 2         | Italia     | 0   | 1       | 0      | 1      |
| 2         | Spagna     | 0   | 1       | 0      | 1      |
| 4         | Slovenia   | 0   | 0       | 1      | 1      |
| 4         | Portogallo | 0   | 0       | 1      | 1      |
| Totale    | Totale     | 2   | 2       | 2      | 6      |